# Thomas Oh
Thomas Oh (3 de octubre de 1993) es un deportista neozelandés que compitió en taekwondo. Ganó una medalla de bronce en el Campeonato de Oceanía de Taekwondo de 2012 en la categoría de –68 kg.

## Palmarés internacional
| Campeonato de Oceanía | Campeonato de Oceanía  | Campeonato de Oceanía | Campeonato de Oceanía |
| Año                   | Lugar                  | Medalla               | Categoría             |
| --------------------- | ---------------------- | --------------------- | --------------------- |
| 2012                  | Gold Coast (Australia) | Medalla de bronce     | –68 kg                |